# Exeed TXL
Exeed TXL (кодовое название — M31T) — полноприводный SUV премиального бренда EXEED.

## История
Производится с 2019 года. Впервые перед широкой публикой предсерийный кроссовер появился в сентябре 2017 года на стендах международного Франкфуртского автосалона. В январе 2019-го на специальном мероприятии состоялась премьера под названием EXEED TX/TXL.

## Характеристики
Построен на базе платформы M3X, которая позволяет конструировать автомобили  различного класса и с разными агрегатами.
В 2021 году произошел рестайлинг модели.
Габариты (до рестайлинга): 4775 x 1885 x 1706, масса — 1688 кг.
Габариты (после рестайлинга): 4780 x 1885 x 1730, масса — 1796 и 1853 кг в зависимости от типа двигателя.
До рестайлинга кроссовер оснащался только турбомотором на полном приводе 1.6 AMT (186 л. с.) 4WD с семиступенчатой коробкой-роботом и двумя мокрыми сцеплениями.
В первых версиях устанавливался мотор 1.6 AMT (186 л. с.) 4WD в паре с шестиступенчатым роботом с двумя мокрыми сцеплениями.
После обновления появился двигатель  2.0 AMT (197 л. с.) 4WD и варианты с 1.6 AMT (186 л. с.)
Объем багажника на всех версиях — минимальный 600 литров и максимальный при сложенных сидениях — 1456 литров.
Расход топлива 1.6 AMT (186 л. с.) 4WD — город 10,2 л., трасса 6,4 л., смешанный 7,8 л.
Расход топлива 2.0 AMT (197 л. с.) 4WD — город 11,8 л., трасса 6,9 л., смешанный 8,7 л.
Размер колес — 225/60/R18, 225/55/R19.
Объем топливного бака — 55 литров.
Разгон до 100 1.6 AMT (186 л. с.) 4WD — 9,8, максимальная скорость — 185 км/ч.
Разгон до 100 2.0 AMT (197 л. с.) 4WD — 9, максимальная скорость — 200 км/ч.
Клиренс — 210 см.
Крутящий момент
1.6 AMT (186 л. с.) — 275 Н*м.
2.0 АМТ (197 л. с.) — 375 Н*м

## Обновление 2021 года

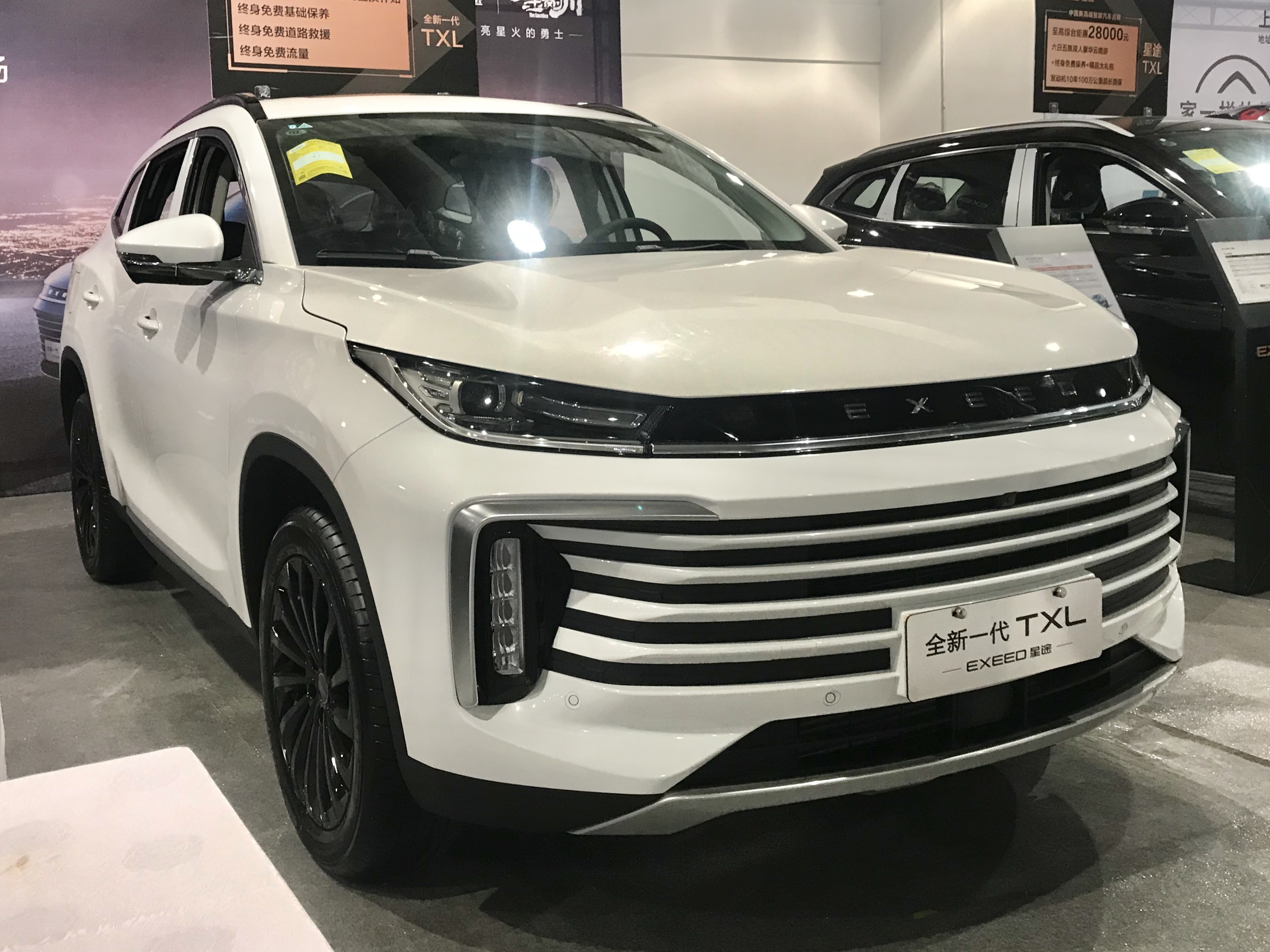
обновлённый Exeed TXL (вид спереди)

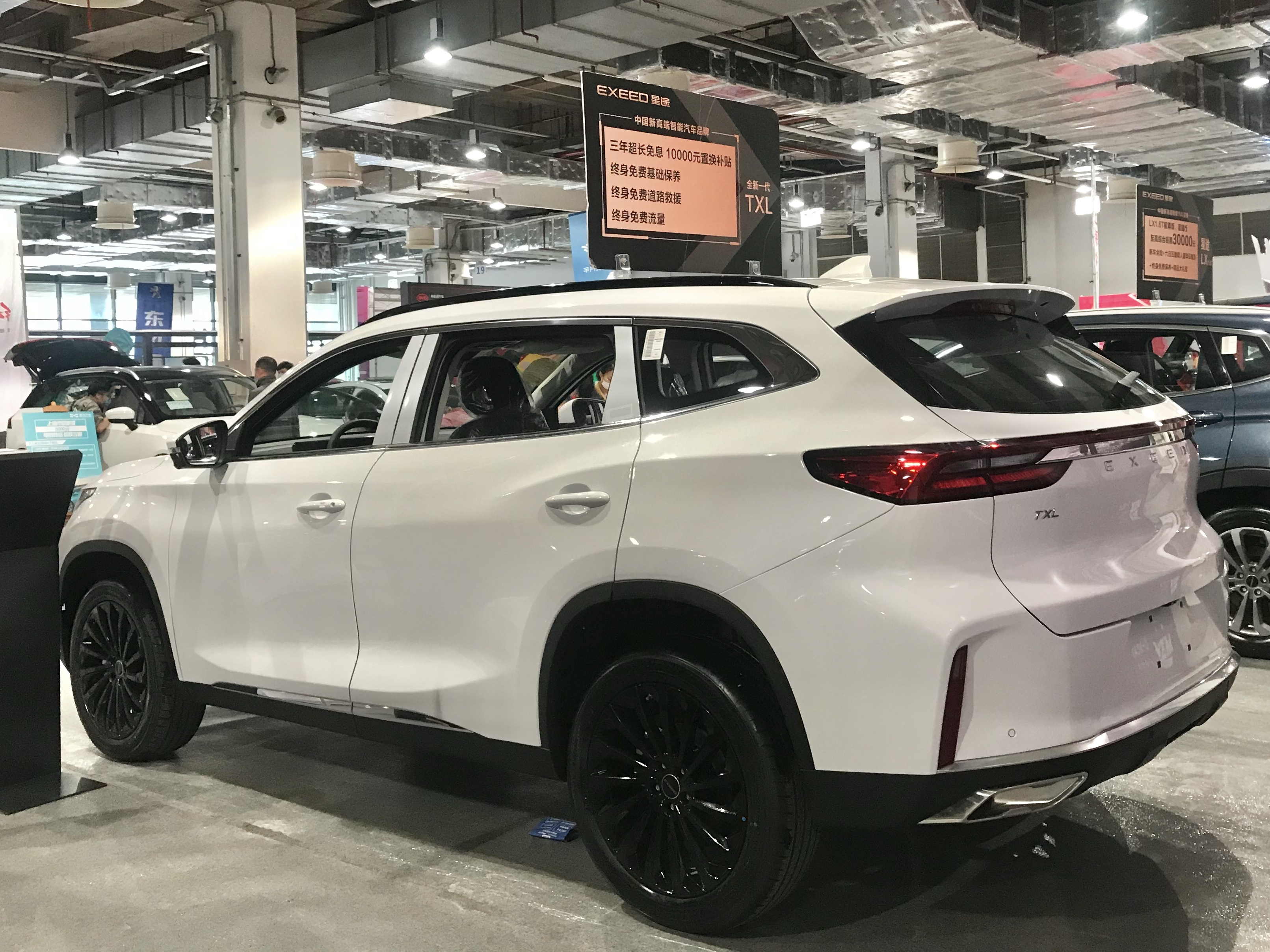
Exeed TXL (вид сзади)

Exeed TXL получил обновление к 2021 году. По сравнению с предыдущей моделью рестайлинговый TXL имеет измененный бампер с сеткой, образованной горизонтальными полосами в цвет кузова.  Кроме того, обновленные светодиодные дневные ходовые огни расположены вертикально, а воздухозаборник новой конструкции расположен внизу. Задняя часть получила обновленные дефлекторы и геометрию крыльев и незначительные изменения внутренней части задних фонарей.
Также внесли изменения в трансмиссии: коробку 730DHС заменили на 738DHA — у нее другие передаточные числа передач.
С механической точки зрения, Exeed TXL по-прежнему использует ту же трансмиссию, что и модель до обновления. Кроссовер оснащен 1,6-литровым бензиновым двигателем с непосредственным впрыском топлива, который развивает мощность 187 л. с. Коробка передач — роботизированная семиступенчатая.

## Цены
В России цены начинаются от 4 260 000 руб. за двигатель 1.6 и от 4 680 000 руб. за версию с двигателем 2.0. 

## Комплектации
|                                             | TXL FLAGSHIP | TXL 2.0 SPORT EDITION |
|                                             | 1.6 TGDI 186 л. с.                                                                                              | 2.0 TGDI 197 л. с. |
|                                             | от 4 260 000 ₽                                                                                                  | от 4 680 000 ₽ |
| Базовые параметры                           | | |
| Длина х Ширина x Высота, мм                 | 4780 × 1885 × 1730                                                                                              | 4780 × 1885 × 1730 |
| Колесная база, мм                           | 2800 | 2800 |
| Колея колес (передних/задних), мм           | 1616/1593 | 1616/1593 |
| Снаряженная масса, кг                       | 1796 | 1853 |
| Полная масса, кг                            | 2099 | 2155 |
| Объем топливного бака, л                    | 55 | 55 |
| Объем бачка омывателя, л                    | 5 | 5 |
| Дорожный просвет, мм                        | 210 | 210 |
| Количество мест                             | 5 мест | 5 мест |
| Основные                                    | | |
| Кузов                                       | Несущий кузов                                                                                                   | Несущий кузов |
| Привод                                      | Полный | Полный |
| Тип подвески (передняя/задняя)              | Передняя: независимая, типа McPherson. Задняя: независимая, многорычажная.                                      | Передняя: независимая, типа McPherson. Задняя: независимая, многорычажная.                                                  |
| Тормозная система                           | | |
| Тормозные механизмы колес (передних/задних) | Дисковые вентилируемые/Дисковые невентилируемые                                                                 | Дисковые вентилируемые/Дисковые невентилируемые                                                                             |
| Тип стояночного тормоза                     | Электрический                                                                                                   | Электрический |
| Усилитель руля                              | | |
| Тип усилителя руля                          | Электрический                                                                                                   | Электрический |
| Силовой агрегат                             | | |
| Тип                                         | Рядный четырёхцилиндровый, с непосредственным впрыском топлива, с турбонагнетателем и промежуточным охлаждением | Рядный четырёхцилиндровый, с непосредственным впрыском топлива в цилиндры, с турбонагнетателем и промежуточным охлаждением. |
| Объем двигателя, см. куб.                   | 1598 | 1998 |
| Максимальная мощность кВт/об.мин, (л. с.)   | 136,5/5500 (186 л. с.)                                                                                          | 145/5000 (197 л. с.) |
| Максимальный крутящий момент, Нм/об.мин     | 275/2000-4000                                                                                                   | 375/1750-3500 |
| Макс. скорость, км/ч                        | 185 | 200 |
| Разгон до 100 км/ч, сек.                    | 9.8 | 9 |
| Топливо                                     | | |
| Расход топлива (город), л/100км             | 10.2 | 11,8 |
| Расход топлива (трасса), л/100км            | 6,4 | 6,9 |
| Расход топлива (смешанный), л/100км         | 7.8 | 8,7 |
| Выбросы CO2 (смешанный), г/км               | 186 | 206 |
| Тип топлива                                 | 92 | 95 |
| Экологический класс                         | Euro 5 | Euro 6 |
| Трансмиссия                                 | | |
| Тип трансмиссии                             | Роботизированная коробка передач 7DCT                                                                           | Роботизированная коробка передач 7DCT                                                                                       |